# Teberda
Teberda (in russo Теберда?) è una città della Russia della Repubblica autonoma della Karačaj-Circassia.
Sorge sulle rive del fiume Teberda, affluente del Kuban'.

## Storia
Fu fondata nel 1868 come insediamento dei Carachi e originariamente si chiamava Baychoralany-Kyabak. Lo status di città le è stato concesso nel 1971.
Dal 1944 al 1957 Teberda fece parte della Repubblica Socialista Sovietica Georgiana.